# ジャマヒリーヤ博物館

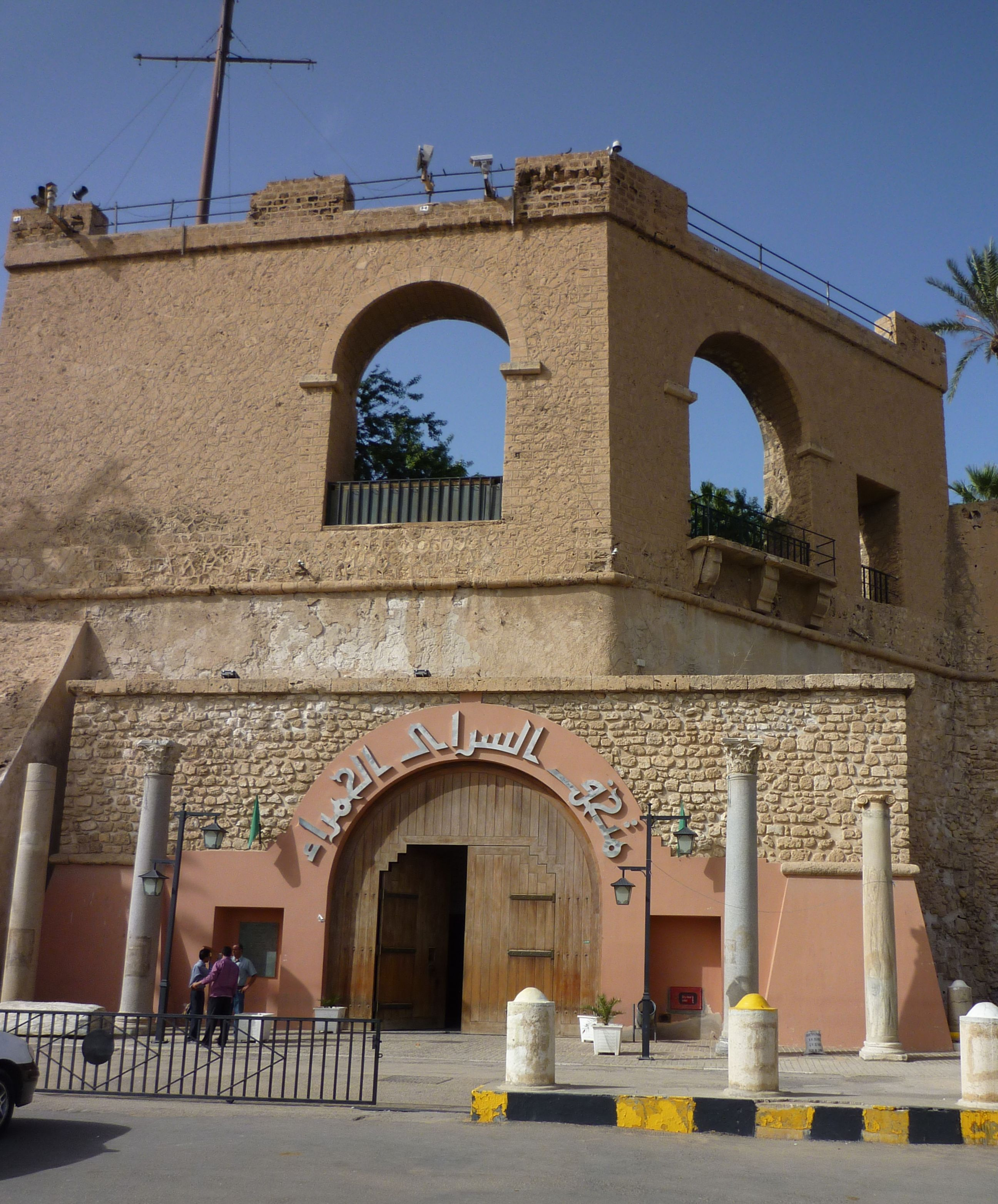

ジャマヒリーヤ博物館（Jamahiriya Museum）はリビアのトリポリにある博物館。旧市街の中心にあるアッ・サラーイ・ル・ハムラ城(レッド・キャッスル)内にある、リビア国内で最大の博物館である。レッド・キャッスル博物館とも言う。
1919年に開館、1988年に再オープンしている。館内は4階47室に分けられており、リビア中から発掘、採集された文化財が展示されている。

## 歴史
博物館は、1919年、イタリア人が、先史時代以降、リビア国内で発掘、発見された考古学的な資料を展示するため宮殿の一部を改装して開設した。第二次世界大戦中は、イギリスがリビアを占領し、博物館が宮殿に全体を占めるようになり、1948年には「リビア博物館」という名前で知られるようになった。博物館が広く一般に再び公開されるようになったのは、1988年のことである。「レッド・キャッスル博物館」こと、アッ・サラーイ・ル・ハムラ博物館 、もしくはジャマヒリーヤ博物館と今日では呼ばれている。

## 博物館の展示
- 先史時代
- 古代のリビアの諸部族(ベルベル人、ガラマンテ人、トゥアレグ人など)
- リビア・カルタゴ・ローマ・ビザンチンの伝統
- リビアの自然史